# Zesłanie manny (obraz Jacopa Tintoretta z roku 1577)
Zesłanie manny – obraz włoskiego malarza Jacopa Tintoretta.
Opisany motyw biblijnej manny pochodzi ze Starego Testamentu, a wydarzenie zostało opisane w Księdze Wyjścia (16, 1-36) i Księdze Liczb (11, 7-9). Historia opowiada, jak to podczas przejścia przez pustynię Izraelitów, skończyły im się zapasy i w obliczu śmierci głodowej poczęli narzekać przeciwko Mojżeszowi i Aaronowi. Wieczorem w ich obozie pojawiło się ogromne stado przepiórek, a rano na ziemi pojawiły się drobne ziarna zboża o smaku placka z miodem. Mojżesz nakazał zbierać mannę do dzbanów każdego dnia według potrzeb, ale tyle by nie robić zapasów. W dniu szóstym trzeba zbierać podwójnie, bo dzień siódmy należało odpoczywać.
Obraz jest jednym z dwunastu obrazów powstałych dla Sali Zgromadzeń w Scuola Grande di San Rocco, namalowanych na suficie. Stanowi część trzech obrazów sufitowych będących alegoriami misji charytatywnych, które stanowiły podstawowe zobowiązania scuoli: nakarmienie głodnych, napojenie spragnionych i opieka nad chorymi. Dwoma pozostałymi obrazami są Podniesienie spiżowego węża i Mojżesz sprawia, że woda tryska ze skały.
Tintoretto malując scenę wybrał moment, gdy lud pełen niezadowolenia obwiniając Mojżesza za brak pożywienia, otrzymuje po raz pierwszy mannę z nieba. Obraz pełne dynamiki przedstawia zbierających ludzi, z radością wyciągających ku niebu kosze w które łapią spadającą w kształcie hostii mannę. W górnej części widoczne są chmury oddzielające Boga od ludzi, którzy mają twarze zwrócone ku niemu, a jego obecność napawa ich lękiem i jednocześnie wiarą w jego moc. Pomiędzy Bogiem a zbierającymi widoczny jest baldachim, który w połączeniu z płatkami manny w kształcie hostii, odnosi się do zasłony w świątyni i obrusa Ostatniej Wieczerzy.
W 1590 roku Tintoretto ponownie sięgnął do tego tematu w obrazie Zbieranie manny, tam jednak wybrał nieco inny moment opowieści.